# エバンストン (イリノイ州)
エバンストン（英: Evanston）は、アメリカ合衆国イリノイ州のクック郡にある都市。人口は7万8110人（2020年）。シカゴの直ぐ北、ミシガン湖に面している。ノースウェスタン大学がある学園都市。

## 歴史
現在のエバンストンは1830年代に「グロスポイント領土」と呼ばれた大きな地域の一部だった。インディアンではないアメリカ人が最初に入植したのは1836年のことであり、1850年にはリッジビルと呼ばれていた。1851年、メソジスト教徒のある集団がノースウェスタン大学を設立し、この地域を新しい拠点として選んだ。1854年、ノースウェスタン大学の設立者達はその指導者の一人であるジョン・エバンスに因んで、エバンストンと名付ける都市の計画を郡判事に提出した。1857年、この要請が認可された。
エバンストンは1863年12月29日に町として正式に編入されたが、イリノイ州議会が町とする法案を成立させたにも拘わらず、市となるために1869年に町制を辞退した。南北戦争の後は、ノースエバンストンの村落を併合することでその市域を拡げた。最終的には1892年初期、サウスエバンストン村落の併合に続いて、有権者達の投票で市を組織することを選択した。
1892年の市域は今日存在するものとほぼ同じである。19世紀遅くと20世紀初期、エバンストンとウィルメットの各郊外の間にあるミシガン湖岸にはノーマンズ・ランドと呼ばれる未編入で論争のある地域があった。この論争は最終的にウィルメット有利で決着し、この地域はウィルメットに組み込まれた。俳優のチャールトン・ヘストンがノーマンズ・ランドで生まれ、その自叙伝『競技場で』にはその場所に関する記述がある。しかしヘストンはノーマンズ・ランドのその誕生地がエバンストンの一部になったと書いている。
1939年、ノースウェスタン大学のパッテン体育館で第1回NCAA男子バスケットボール選手権大会決勝が行われた。
第2次大戦後、シカゴに通勤できる高級住宅街として発展を遂げる。シカゴ・Lと呼ばれる電車がシカゴ中心地まで走り、街がミシガン湖から広がるためレイクショア沿いの高速道路で車通勤もできるため富裕層の人口も増加。
1954年8月、世界教会協議会第2回大会がエバンストンで開催され、現在でもアメリカ合衆国で行われた同協議会の唯一の大会となっている。ドワイト・D・アイゼンハワー大統領がそのときの代表団と国際連合のダグ・ハマーショルド事務総長を出迎え、『信仰の道具』と題する重要な演説を行った。
1960年代、ノースウェスタン大学が湖岸を74エーカー (300,000 m2) 埋め立てたので市の境界が変わった。

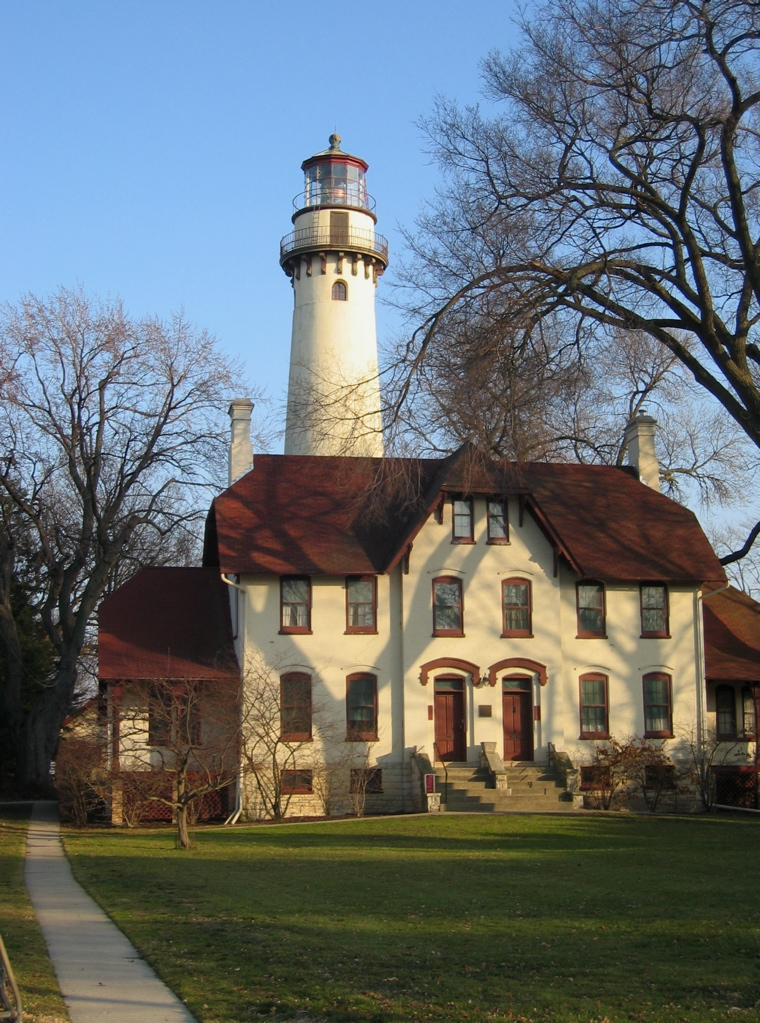
グロスポイント灯台

今日、エバンストン市内にはノースウェスタン大学などの教育機関や女子学生の国際友愛会であるアルファ・ファイ、国際ロータリークラブ、ナショナル・レコテック・センター、シグマ・アルファ・イプシロン友愛会、シグマ・キー友愛会、およびキリスト教婦人禁酒同盟の本部がある。
エバンストンはティンカートーイ（組み合わせて楽しむ玩具）の発祥地であり、地元の伝説ではエバンストンの薬剤師がアイスクリーム・サンデーを発明したことになっているが、これにはニューヨーク州イサカやウィスコンシン州ツーリバーズでも同様な主張があり、論争になっている。
1858年から1972年まで、エバンストンは「ドライ」、すなわち酒類の販売や商業的な提供が禁じられており、1972年になって市政委員会の採決でレストランやホテルではその施設内でのみ酒類を提供することを認めた。さらに1984年、市政委員会は市域内での酒類の小売りを認めた。

## 地理
エバンストンは北緯42度2分47秒 西経87度41分41秒 / 北緯42.04639度 西経87.69472度 (42.046380, -87.694608)に位置し、標高は600フィート (180 m) である。アメリカ合衆国国勢調査局に拠れば、市域全面積は7.8平方マイル (20.1 km2)、このうち陸地は7.8平方マイル (20.0 km2)、水面は0.04平方マイル (0.1 km2)で水域率は0.26%である。
2004年8月にエバンストンの大きさについて多少の 混乱 が起こった。それまで市域面積は8.4平方マイルとされることが多かったが、これが間違いと分かった。アメリカ合衆国国勢調査局の挙げる7.8平方マイルがより正確な数字である。

## 人口動態
以下は2000年国勢調査による人口統計データである。
| 基礎データ - 人口: 74,239人 - 世帯数: 29,651世帯 - 家族数: 15,952家族 - 人口密度: 3,698.6人/km2（9,584.1人/mi2） - 住居数: 30,817軒 - 住居密度: 1,535.3軒/km2（3,978.4軒/mi2） 人種別人口構成 - 白人: 62.56% - アフリカン・アメリカン: 22.50% - ネイティブ・アメリカン: 0.19% - アジア人:6.09% - 太平洋諸島系: 0.09% - その他の人種: 2.85% - ヒスパニック・ラテン系: 6.11% 年齢別人口構成 - 18歳未満: 20.2% - 18-24歳: 16.4% - 25-44歳: 32.0% - 45-64歳: 20.6% - 65歳以上: 10.8% - 年齢の中央値: 32歳 - 性比（女性100人あたり男性の人口） - 総人口: 89.0 - 18歳以上: 85.4 | 世帯と家族（対世帯数） - 18歳未満の子供がいる: 25.4% - 結婚・同居している夫婦: 40.4% - 未婚・離婚・死別女性が世帯主: 10.9% - 非家族世帯: 46.2% - 単身世帯: 36.3% - 65歳以上の老人1人暮らし: 9.0% - 平均構成人数 - 世帯: 2.27人 - 家族: 3.03人 以下の収入データは2007年の推計である。 収入と家計 - 収入の中央値 - 世帯: 69,303 米ドル - 家族: 102,258米ドル - 性別 - 男性: 51,726米ドル - 女性: 39,767米ドル - 人口1人あたり収入: 33,645米ドル - 貧困線以下 - 対人口: 11.1% - 対家族数: 5.1% - 18歳以下: 8.3% - 65歳以上: 7.1% |

## 市政と政策
エバンストンの市政は市政委員会・マネジャー方式を採っており、市内は9つの選挙区に分けられ、それぞれから市会議員すなわち市政委員会委員を送り出している。現在の市長はエリザベス・ティスダールであり、長期間務めたローレーン・H・モートンの後任である。
2009年4月に市長選挙が行われ、投票率は低かったが、エリザベス・ティスダールが他の3人の候補者に対して大勝して市長になった。
エバンストンはあらゆるレベルの政府で民主党公認候補を支持する歴史がある。2004年の大統領選挙では、民主党のジョン・ケリー候補が82%を獲得した。対抗馬の共和党ジョージ・W・ブッシュ候補はわずか17%だった。
2008年の大統領選挙では、バラク・オバマ候補が約87%を獲得した。
2021年3月22日、エバンストン市議会が、1919年から1969年に住宅差別を受けた黒人やその直系子孫に対して、過去の人種差別的な住宅政策や慣行で被った損害を賠償するため、40万ドルの予算を組む計画を賛成多数で承認した。なおエバンストン市議会は、2019年に1000万ドル規模の賠償基金を創設する決議を採択している。

## ニックネーム
- エバンストンが設立された初期、メソジストの強い影響力があり、その厳格な道徳を課そうとしたので、この町は「ヘブンストン」（ヘブンは天国）と呼ばれた[15]。
- 20世紀初期、エバンストンは「教会の都市」と呼ばれていた[16]。
- 1920年には、特に湖岸近くに多くの傑出した建築家の様々な作品や多くの著名な邸宅があったので、「家屋の都市」という渾名があった[15][17]。この事実は地元の不動産屋が宣伝することが多い[18]。この渾名は1924年に地元のカイワニス・クラブで行われた演説にその端緒を帰せられてきた[19]。
- 20世紀後半以降、エバンストンは通常革新的な政策が行われたので、多少のユーモアを込めて（あるいは皮肉で）「エバンストン人民共和国」と呼ばれることがあった[20][21]。

## 教育

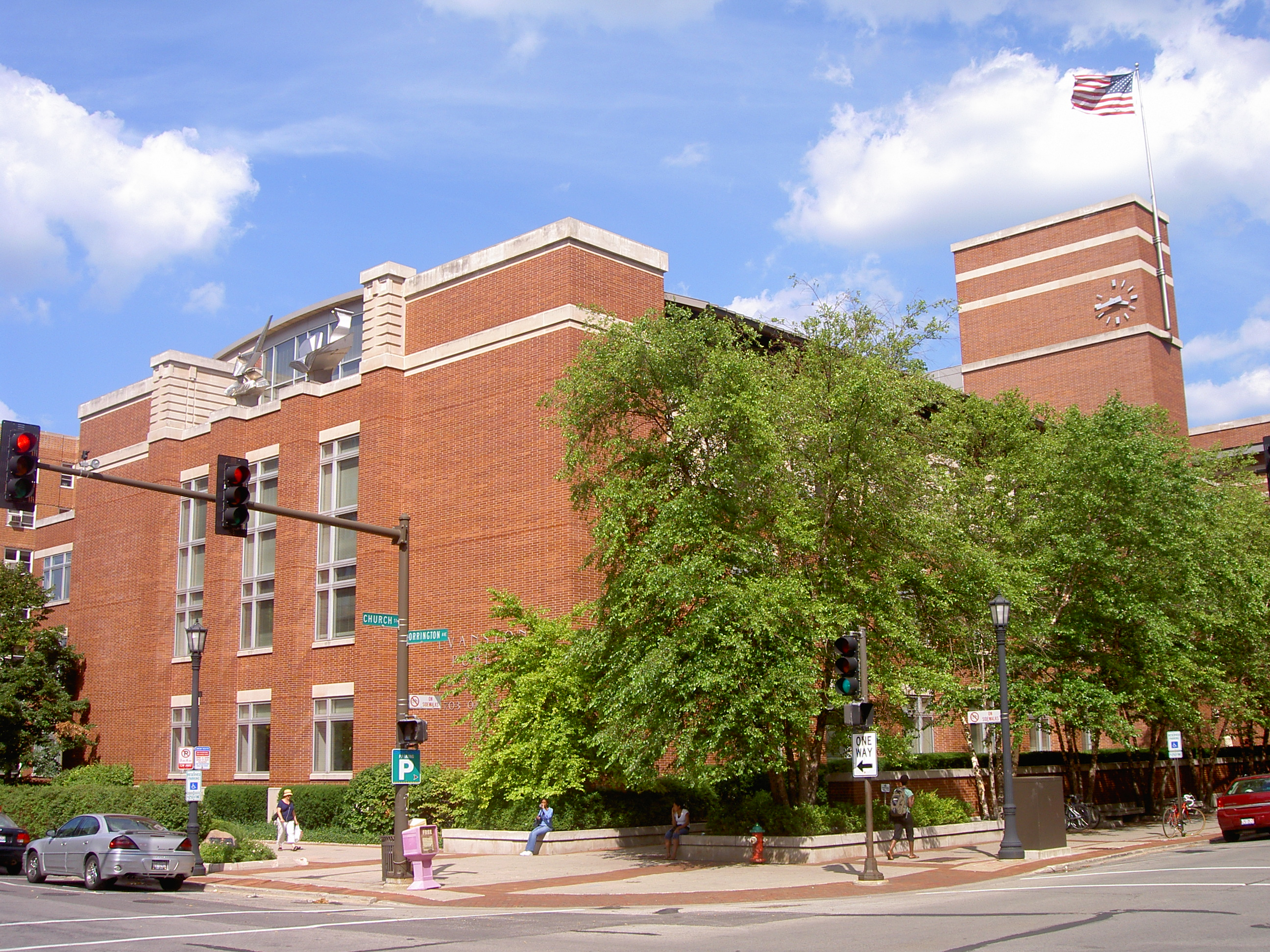
エバンストン公共図書館

### 公立学校

#### 高校
エバンストン市の大半とスコキー村の一部はエバンストン・タウンシップ高校学区202の中にある。この教育学区にはエバンストン・タウンシップ高校という高校が1校あり、9年制から12年制まで生徒数は3,000人を超えている。この高校のマスコットはワイルドキット（ノースウェスタン大学のワイルドキャッツの小型版）であり、スクールカラーはオレンジと青である。その最大のライバルはウィネッカのニュートリア高校である。

#### 初等教育
エバンストン・スコーキー・コミュニティ統合教育学区65は、エバンストン市全てとスコーキーの部分をカバーし、幼稚園前から8年生までの初等教育を担当している。この学区には小学校10校（5年生まで）、中学校3校（6年生から8年生）、マグネット・スクール2校（幼稚園から8年生まで）および特殊学校あるいはセンター3校がある。地区内の児童数は2004年時点で6,622人である。エバンストン教育学区によって運営されるスコーキーの地域はスケバンストンと呼ばれることもある。2007年イリノイ州標準学力テストで、エバンストンにあるウィラード小学校が州内8位に入った。

### 私立学校と教区学校
エバンストンでは公立学校に加えて、様々な教育機会を選択できるようになっている。ロイスモア学校は独立系共学カレッジ予備の昼間学校であり、幼稚園前から12年生までの児童に一般教養教育を行っている。1969年にセントジョージ高校が閉校されて以来、エバンストンにカトリック系高校はなかったが、住人子弟の多くはウィルメットにある共学のロヨラ・アカデミー、ナイルズにある男子校のノートルダム高校、シカゴにある女子校のセントスコラスティカ・アカデミー、あるいはウィルメットのレジナ・ドミニカン高校など、他の地域のカトリック高校に通っている。エバンストン市内と近辺には民間の初等・中等教育学校が9校ある。

## 交通

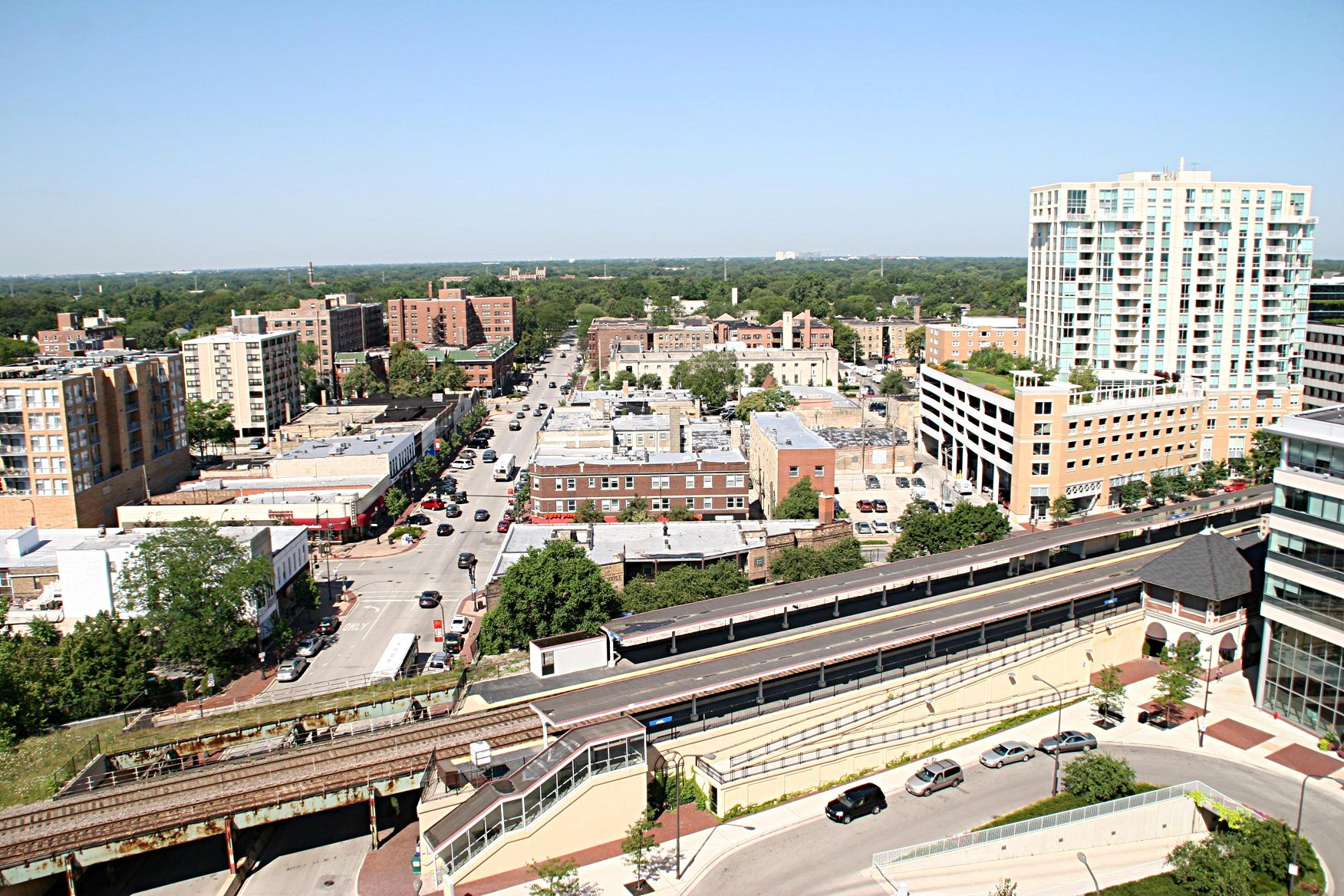
デイビス通り沿いの商店街、西方を望む、2006年。メトラの停車場が下方に見える。

エバンストン市の成長はシカゴから鉄道で移動できることが大きく起因していた。ノースウェスタン大学の創立者達は、シカゴ・アンド・ミルウォーキー鉄道が乗り入れが確約されてから大学の設置場所をここに確定した。シカゴ・アンド・ミルウォーキー鉄道は1855年にエバンストン市内に停車し始めた。その後エバンストンは最初の路面電車の影響で開発された郊外住宅地として急速な成長を経験した。ノースショアー線はエバンストンのチャーチ通りからウォーケガンまでの地域についた愛称の由来となった。
シカゴ交通局のシカゴ・Lの路線網の一部であるパープルラインがエバンストンを通っている。シカゴにあるハワード駅が始発駅でそこから北に向かい、サウス・ブールバード、メイン、デンプスター、デイビス、フォスター、ノイエスおよびセントラルの各駅で停車し、ウィルメットのリンデン駅が終着駅となっている。メトラのユニオン・パシフィック/ノース線のもエバンストンを通っており、メインストリート、デイビスストリートおよびセントラルストリートの停車駅があり、初めの2駅はパープルラインの駅に接近している。シカゴ交通局のイエローラインも市内を走っているが停車駅はない。エバンストンには非営利のカーシェアリングシステムであるI-GOもある。
エバンストンにはシカゴ交通局のバス路線6本とPaceのバス路線4本がある。

## 商業地区
エバンストンはかつてマーシャル・フィールド社初期店舗の1つやシアーズの郊外店舗があったところとして、シカゴの北部やノースサイドの重要なショッピング地区となっており、市中には多くの商業中心がある。主なものを以下に記す。
- 中心街 - デイビスストリートのメトラ駅とL・システム駅周辺を中心とする[25]。ノースウェスタン大学に隣接する。300以上の企業、高層のオフィスビルと住宅ビル幾つか、3つの伝統的低層ショッピング地区、18スクリーンの映画館および85以上のレストランがある。
- セントラルストリート - 市の東西に走る幹線道路群の北側に沿って結ばれた幾つかのショッピング地区[26][27]、セントラルストリートのメトラ駅周辺で最も活動的な塊となっており、専門店やレストラン[28]によって特徴付けられる。多岐に渡る年季の入った「小さな町感覚」で歩き回れる環境にあり[29][30]、地域社会によって強力に保護されている[31]。
- デンプスターストリート - デンプスターのシカゴ・L・システム駅を出たところにある。60以上の店舗があり[32]、その多くはバジェル・アート、ベジタリアンのブライド・フェイス・カフェ、ザ・メキシカン・ショップ（世界の婦人用衣類とアクセサリーを販売）、セカンドハンド・チューンズ、ロリー（子供のブティーク）およびフォークワークス・ギャラリーなど、小さくて流行に敏感である[33]。
- メインストリート - シカゴ交通局とメトラと駅双方に隣接するほぼ3街区、都市再開発が行われた地区の小さな興味有る店舗の並びであり、エバンストン・アーツデポもある[34]。
- ハワードストリート - シカゴとの市境付近にある多くの小店舗の並びである。アベニューの西端、スコーキーとの境界近くにハワード・センターと呼ばれる小さな繁盛するショッピングモールが、1990年代に幾らか議論があった後に建設された[35]。
- シカゴ・アベニュー - それ自体特に別の商店街ではなく、シカゴの鉄道線に平行に走るクラーク通りと呼ばれるものの延長であって、エバンストンの南北方向幹線道路をハワード通りから北にノースウェスタン大学の終点までである。シカゴ・アベニューがメインストリート、デンプスターストリートおよび中心街商業地区を繋いでいる。かつて多くの自動車ディラー店があったが、多くのレストランを惹き付け、集合住宅が増え、興味有る企業も並んでいる。

## 医療
エバンストン市内には2つの総合病院がある。
- エバンストン病院、ノースショア大学健康システムの一部
- セントフランシス病院、リサーレクション健康管理の一部

## 議論

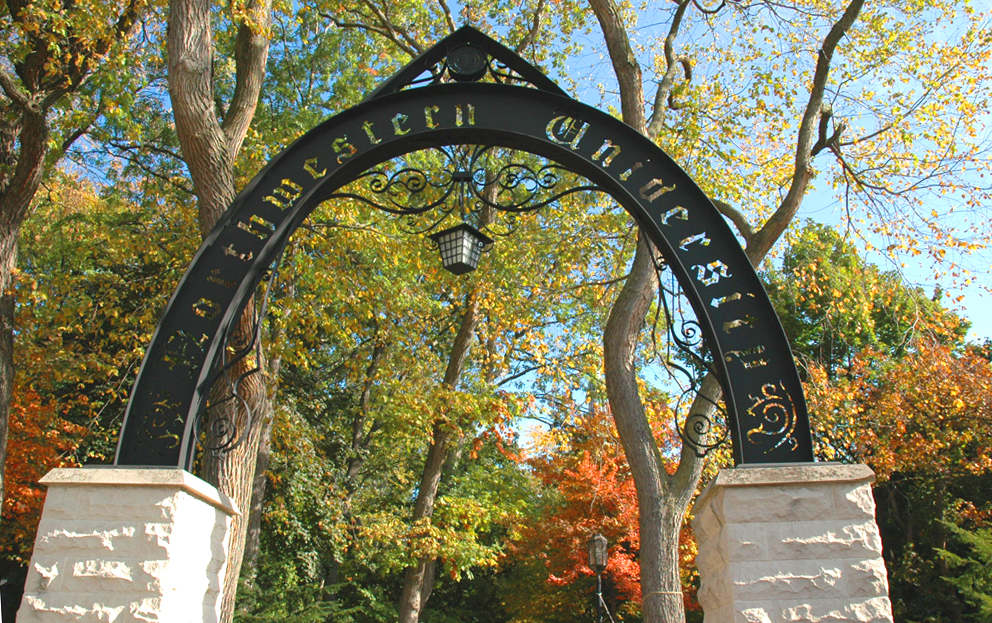
ノースウェスタン大学エバンストンキャンパスの主入口にある「ザ・アーチ」

エバンストンで繰り返されている議論は、非課税組織としてのノースウェスタン大学の位置付けである。1851年に署名された大学設立認可書において、州は資産税の免除を認め、法的免除のある他の富裕な私立大学とは異なり、独自の警備はあるが、消防と救急医療の機能は無い。水道、下水および通信料金と不動産譲渡税、実質的な建設許可料を払うが、不動産税は払わない。ノースウェスタン大学は不動産税の代わりるものを支払わず、資産課税台帳から外されている。
ノースウェスタン大学の批判者は、それが貢献するよりも遙かに多くのものを市から消費していると主張している。しかし、その後援者達は特権的研究機関を持っていることの恩恵は十分価値があると切り返している。この論争は、大学が中心街の8階建てビルを購入し、それを資産課税台帳から外したときに再燃した。大学支持者達が「相応量イニシアチブ」と名付けた諮問のための住民投票が4月に行われ、多数派となったが、市政委員会の条令には通らなかった。
1990年代後期から、特に中心街における高層ビル開発の急増に関するかなりの議論が続いてきた。中傷者はこの開発が「エバンストン独特の固有性」と呼ぶものを取り去ってしまうと主張した。彼等は地元事業の多くがその最悪の競争者であるチェーンストアに置き換えられていなくなってしまうと言っている。これと対照的に賛同者は高層ビルが死にかけている郊外の中心街に必要とされる生命をもたらし、慢性的に予算不足の市の財源に必要とされる収入をもたらすと主張している。
2006年時点で、エバンストンの低所得層が購うことのできる住宅を見付ける異に関する心配がある。エバンストンの西部は元強力な中流アフリカ系アメリカ人社会であり、再開発が進んで、少数民族の人口が着実に減り続けることになった。元市長のロレーヌ・H・モートンは35万ドル以下の高価でない中規模住宅を建設するよう建設業者を説得しようとしたが、その努力のどれも成功することはなかった。
2009年、ノースウェスタン大学が55万ドルで市のために消防車を購入した。学長のモートン・シャピロは「我々が市の財政を援助するという議論において、市が最も必要とする新しい消防車を購入する資金を手当てできて喜んでいる」と述べた。

## メディア
- centralstreetneighbors.com - セントラルストリート地区に本拠を置く、地域社会指導者と活動家によるブログのある活発なウェブサイト
- ザ・デイリー・ノースウェスタン - ノースウェスタン大学の学生新聞
- エバンストン・ナウ - 地元所有のオンライン新聞
- エバンストン・レビュー - サン・タイムズ・ニューズグループが出版する週刊新聞
- エバンストン・ラウンドテーブル - 地元所有の隔週新聞
- エバンストン・センティネル - 地元所有の月刊新聞、エバンストンのアフリカ系アメリカ人社会が中心
- ジ・エバンストニアン - エバンストン・タウンシップ高校の学校新聞

## エバンストンの出身者
以下のリストには、エバンストンで生まれたか生活した著名な人物を挙げる。

### 実業界
- レスター・クラウン、ジェネラル・ダイナミクスと合併した会社を立ち上げた
- ボブ・ガルビン、モトローラのCEO
- ゴードン・シーガル、小売店チェーンのクレート・アンド・バレル創業者かつCEO

### 芸能界
- カルロス・バーナード、俳優
- タマラ・ブラウン、女優
- マーロン・ブランド、俳優
- ウィリアム・クリストファー、俳優、慈善活動の代弁者
- ジョーン・キューザック、女優
- ジョン・キューザック、俳優
- ロバート・フォールズ、トニー賞を受賞した監督
- ザック・ギルフォード、俳優
- アリシア・ゴランソン、女優
- チャールトン・ヘストン、俳優
- ウォルター・カー、劇批評家
- ジェフリー・リーバー、著作家、テレビ番組『LOST』の共同企画者
- リチャード・ロング、俳優
- ジョン・リー・マヒン、アカデミー賞候補になった映画脚本家
- マイケル・マドセン、俳優
- エリザベス・マクガヴァン、アカデミー賞候補になった女優
- ジョシュ・マイアーズ、コメディアン
- ジョン・モファット、プロデューサー
- アジェイ・ナイドゥ、俳優
- ウィリアム・ピーターセン、俳優
- スティーブン・ピンク、監督、映画脚本家、プロデューサー
- ジェレミー・ピヴェン、俳優
- アンナ・D・シャピロ、賞を取った監督
- サニエル・サンジャタ、俳優
- ルビー・ワックス、喜劇女優
- ジェニファー・ワイゲル、女優、著作家
- レイファー・ワイゲル、俳優、テレビパーソナリティ

### スポーツ界
- エルマー・ベネット、ACBバスケットボール選手
- ルーク・ドナルド、プロゴルファー
- パディ・ドリスクロル、アメリカンフットボール選手、殿堂入り
- ケビン・フォスター、MLB野球選手、シカゴ・カブス、フィラデルフィア・フィリーズ、テキサス・レンジャーズ
- クリント・フランク、アメリカンフットボール選手、1937年ハイズマン賞受賞者
- デイモン・ジョーンズ、元NBAバスケットボール選手
- マイク・ケン、NFLアメリカンフットボール選手、アトランタ・ファルコンズ
- フレディ・リンドストロム、MLB野球選手、殿堂入り
- ボブ・ミオンスケ、オリンピックにも出場した元プロ自転車競技選手、弁護士、著作家
- エメリー・モアヘッド、元NFLアメリカンフットボール選手、シカゴ・ベアーズ
- ダン・ピーターソン、バスケットボールのコーチ
- マイク・クエイド、シカゴ・カブスの三塁コーチ
- エベレット・スティーブンス、NBAバスケットボール選手、インディアナ・ペイサーズ、ミルウォーキー・バックス
- ピーター・ユベロス、第6代MLBコミッショナー、アメリカオリンピック委員会委員長
- アーロン・ウィリアムズ、NBAバスケットボール選手
- ティモシー・ゲーブル、フィギュアスケーター、ソルトレイクオリンピック銅メダリスト
- ピーター・バーンサイド -、元MLB野球選手、元NPB野球選手(阪神タイガース)

### 作家、思想家、芸術家、科学者および文化人
- ジェーン・フルトン・アルト、写真家
- アルジス・バドリス、SF作家
- リチャード・バスキン、ニューヨーク・タイムズのベストセラー作家
- アレン・G・デブス、科学と医学の歴史家
- ジョリー・デ・ジャルダン、 BlogHer.comの共同設立者、著作家
- ローレンス・ハモンド、ハモンドオルガンの発明者
- チャールズ・R・ジョンソン、著作家、全米図書賞受賞者
- デビッド・エプスタイン、スポーツ・イラストレイテッドのジャーナリスト
- ジョセフ・エプスタイン、著作家、随筆家
- カール・フィック、著作家、映画監督
- チャールズ・ギブソン、ニューズ・アンカー
- チャールズ・"チャック"・ヒリンガー、ロサンゼルス・タイムズに長く務めたジャーナリスト[38][39]
- ユージン・モンゴメリー、画家
- ロジャー・マイヤーソン、2007年ノーベル経済学賞受賞者
- ドリュー・ピアソン、新聞コラムニスト
- エドムンド・フェルプス、2006年ノーベル経済学賞受賞者
- マーク・ピンスキー、数学のピンスキー現象発見者
- リチャード・パワーズ、著作家、全米図書賞受賞者
- アルバート・タンゴラ、タイプライターの速度で世界記録保持者
- ゲーリー・ウィルズ、ピューリッツァー賞を受賞した著作家、批評家
- J・アレン・ハイネク、宇宙飛行士、教授、UFO研究家
- ガーハン・ウィルソン、「ザ・ニューヨーカー」や「プレイボーイ」誌に掲載された漫画家
- ミルドレッド・L・バチェルダー、翻訳児童図書出版者に与えられるアメリカ図書館協会の賞の名前のもととなった人物、元ヘイブン小学校の司書、その賞の目的の一つは、世界中の児童図書の翻訳を奨励し、「異なる文化、人種、民族、および言語の理解に関する垣根を取り去ること」だった

### 政界
- ジョージ・ワイルドマン・ボール、ケネディ、ジョンソン両大統領の国務次官
- チャールズ・ドーズ、第30代アメリカ合衆国副大統領（在任1925年-1929年）、1925年ノーベル平和賞受賞者
- ジム・コルベ、アメリカ合衆国下院議員
- ジョン・ポーター、アメリカ合衆国下院議員
- ドナルド・ラムズフェルド、アメリカ合衆国国防長官、アメリカ合衆国下院議員
- ロイド・ジンマーマン、ミネソタ州の法学者

### 歴史上の人物
- キャサリーン・ウォー・マカロック、弁護士、女性参政権運動家、イリノイ州で治安判事に選ばれた最初の女性
- フランシス・ウィラード、女性禁酒運動家、参政権運動家

### 音楽家
- スティーヴ・アルビニ
- フレッド・アンダーソン
- ハロルド・"プリュ"・ブラウンリー、イアラティク・スタティク所属
- デビッド・バージ
- ケネス・C・バーンズ、ホーマー・アンド・ジェスロのジェスロ
- デビッド・チェリー
- ケビン・クローニン、REOスピードワゴンのリードボーカル
- エリク・ファンクとパディ・カステロ、ディリンジャー・フォー所属
- パッティ・ドルー、1960年代のソウル歌手
- スティーブ・グッドマン
- グレグ・グラフィン
- ナンシー・グスタフソン
- ハワード・レヴィ
- カール・E・H・ジークフリード
- ボビー・ショート
- ナタリー・スリース
- グレイス・スリック
- エディ・ベッダー、パール・ジャム所属
- ロレーヌ・ワイマン
- デビッド・ライアン・ハリス
- アビゲイル・ウォッシュバーン

## 大衆文化の中で

### 文学
- 小説の映画化普通の人々の中で、登場人物のコンラッド・ジャレットは遠くにエバンストン・タウンシップ高校を見下ろすオフィスビルで診察を受ける。後に高校に移動する。
- カート・ヴォネガットの猫のゆりかごにはエバンストンが出てくる。
- シンクレア・ルイスの本町通りでは、キャロルがエバンストンを歩き、建築物を称賛する
- リチャード・ライトのネイティブ・サンでは、ビッガー・トーマスがエバンストンへ逃げることを考える
- オードリー・ニッフェネガーのきみがぼくを見つけた日では、エバンストンを何度も訪れている
- ソール・ベローのオーギー・マーチの冒険では、主人公の青年がエバンストンのある家庭のために働いている
- エリック・ラーソンの小説白い都市の悪魔
- 漫画のヒロインクラウド9はエバンストン出身である

### 映画とテレビ
エバンストンの様々な家屋と商業地区は、シカゴに近いこともあって、人気のある映画撮影場所となっている。2008年12月時点で、65の映画のロケ場所となっており、特にジョン・ヒューズの映画が有名である。さらにエバンストンは他の多くの作品で舞台として言及されている。
- 2003年の映画Cheaper by the Dozenでは、ベイカー家がエバンストンに移転する。ただし、ロケ現場はエバンストンではない。
- 1993年の映画Dennis the Menaceでは、ほとんど全編がエバンストンで撮影された。ウィルソン氏とデニスの家はチャーチ通りとデイビス通りの間のアッシュランド・アベニューにある。この街区の家屋も撮影された。
- リンジー・ローハンが出演したミーン・ガールズでは、その舞台としてエバンストンとエバンストン・タウンシップ高校ということになっているが、映画の中の高校は実物ではなく、撮影はシカゴで行われ、オールドオーチャード・ショッピングセンターはエバンストンにないし、屋内モールでもない。
- プリンセス・ブライド・ストーリーの実写シーンは、明白にエバンストンとは言っていないが、脚本に拠ればエバンストンを舞台にしている[41]。
- ABCのOnce and Againはエバンストンが舞台である。
- Dragonfly でケビン・コスナーの演じた役はエバンストンに住んでいる。
- 1984年の映画Sixteen Candlesの大半はエバンストンとその周辺で撮影された[42]。ベイカー家はペイン通り3000街区に位置する。
- ホーム・アローン3はエバンストンで撮影された[43]。

## 持続可能性の進歩
エバンストンは「アメリカで最も緑に溢れた都市」となることを誓っている。2006年3月27日に成立したエバンストン戦略計画はアメリカで最も住みやすい都市を造り、全住民に最高の生活の質を助長することになっている。目標の1つは、機能的に適切で、持続可能で、接近可能な高品質のインフラと設備を作り維持することである。これには、環境に配慮された湖岸の開発と包括的長期インフラ改良計画が入っている。目標の2つめは、市内の自然資源を守り、環境を作り、それを破壊しないことである。市は交通資源もより安全で、統合され、利用しやすく、需要に応じ、エネルギー効率の良いものに改良したいと考えている。現在交通の代案には、シカゴ交通局とペイスのバス、シカゴ交通局とメトラの列車、および何マイルもの側道と自転車道が含まれている。
2008年11月に成立したエバンストンの地球温暖化防止計画は、エバンストンをより持続可能な場所にする行動を統合することとしている。その主要な目標は輸送、建物、エネルギー源、廃棄物、および食料生産について、様々な手段で炭酸ガス排出量を減らすことである。これらの手段には支援的多目的利用、緑化、高性能、移動を指向した開発、およびカーシェアリングとエコパス・プログラムの奨励が含まれている。
エバンストンにはノースウェスタン大学のフォード工学設計センターとユダヤ再建集会所があり、それぞれ環境性能評価システムのシルバーとプラチナの認証を受けた建物である。さらに、エバンストンの緑化ビル条令はある種の新規ビル開発には環境性能評価システムの認証取得を採用している。エバンストンには環境理事会と持続可能性部局がある。

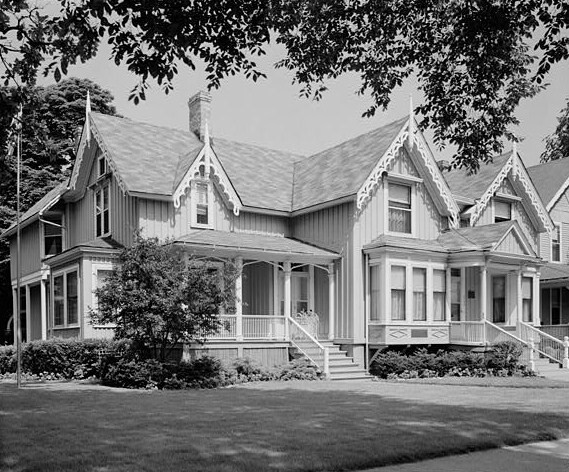
フランシス・ウィラードの家

## 見どころ
- フランシス・ウィラードの家
- グロスポイント灯台
- ラッド樹木園
- トラシュモア山
- ノースウェスタン大学